# Chata wuja Toma (film 1987)
Chata wuja Toma (ang. Uncle Tom's Cabin) – amerykański telewizyjny film dramatyczny z 1987 roku. Adaptacja powieści Harriet Beecher Stowe o tym samym tytule. Zdjęcia kręcono w stanie Missisipi.

## Fabuła
Stary, czarnoskóry niewolnik Tom po wielu latach służby u "dobrego pana" zostaje sprzedany brutalnemu Simonowi Legree. Ten mianuje  nadzorcą. Kiedy jednak Tom odmawia maltretowania swych współbraci sam staje się ofiarą przemocy.

## Obsada
- Avery Brooks – Tom
- Kate Burton – Ophelia
- Bruce Dern – Augustine St. Claire
- Paula Kelly – Cassy
- Phylicia Rashad – Eliza
- Edward Woodward – Simon Legree
- George Coe – pan Shelby
- Frank Converse – handlarz
- Jenny Lewis – Evangeline 'Little Eva' St. Claire
- Troy Beyer – Emmeline
- Samuel L. Jackson – George
- Rhashell Hunter – Jenny
- Irma P. Hall – Mammy
- Jerry Haynes – doktor Phillips
- Robert Graham – Elias
- Bill Bolender – handlarz